# Телангана
Телангана (на телугу: తెలంగాణ; на хинди: तेलंगाना; на английски: Telangana) e щат в Индия с площ 114 840 km² и население 35 286 757 души (2011 г.). Името буквално означава „земя на народа телугу“. Включва населените с телугу райони на някогашното княжество Хайдарабад. Обхваща платото Декан.

## Създаване на новия щат
На 9 декември 2009 г. правителството на Индия започва процедура по отделяне на Телангана в самостоятелен щат.
През 2013 – 2014 г. законопроектът за отделяне на Телангана от Андхра Прадеш в отделен щат получава поддръжка в долната и горна палати на индийския парламент.
Законопроектът среща силна съпротива и недоволство сред част от политиците.. Някои наблюдатели свързват борбата около законопроекта с изборите в долната палата на индийския парламент през 2014 г..
На 28 февруари 2014 г. законопроектът получава подкрепата на президента на Индия Пранаб Кумар, който въвежда в региона пряко президентско управление.
На 2 юни 2014 г. Телангана официално става 29-ият щат на Индия.

### Окръзи
Щатът Телангана е формиран от 10 бивши окръга на щата Андхра Прадеш. Окръг Хайдарабад става столичен и за двата щата.
- Адилабад
- Варангал
- Каримнагар
- Кхаммам
- Махбубнагар
- Медак
- Налгонда
- Низамабад
- Рангаредди
- Хайдарабад